# Trémont-sur-Saulx
Trémont-sur-Saulx è un comune francese di 676 abitanti situato nel dipartimento della Mosa nella regione del Grand Est.

## Società

### Evoluzione demografica
Abitanti censiti